# Calypso Botez
Calypso Botez   (Iași, 1879 - p. 1933) fou una escriptora, sufragista i feminista romanesa.

## Biografia
Calypso Botez nasqué al 1880 a Bacău. Es llicencià per la Universitat de Iasi, i després se n'anà a viure a Bucarest, on va ensenyar en una escola secundària, i també era inspectora d'escoles. Fou presidenta de la Creu Roja de Galati. El 1917 cofundà, amb Maria Baiulescu, Ella Negruzzi i Elena Meissner, l'Asociația de Emancipare Civilă și Politică un Femeii Române o Unió General de Dones Romaneses (UFR).
Va escriure sobre els drets de les dones i assenyalà que el primer article de la Constitució romanesa estableix que tots els ciutadans són iguals. El 1919 publicà El problema dels drets de les dones romaneses. Feu campanya per a reformar el govern, els drets de les dones i la llei del divorci. El 1920 publicà El problema del feminisme. Una sistematització dels seus elements. Cofundà el Consiliul Naţional al Femeilor Române el 1921.

## Altres obres
- Els drets de les dones en la futura Constitució (1922)
- Els drets de les dones en el futur Codi Civil (1924)
- Informe de la situació legal de les dones (1932)